# Clitoria moyobambensis
Espèce
Statut de conservation UICN

 VU D2 : Vulnérable
Clitoria moyobambensis est une espèce de plantes à fleurs de la famille des Fabaceae.

## Publication originale
- Sida 8(1): 99–101, f. 3. 1979.